# Kristen Santos-Griswold
Kristen Santos-Grizwold, souvent appelée Puff, est une patineuse de vitesse sur piste courte américaine.

## Biographie
Elle naît le 11 février 1994 à Fairfield. Elle commence le patinage artistique à trois ans et le patinage de vitesse à neuf ans, après avoir vu la publicité du sport sur Disney Channel. Elle joue également au football jusqu’à la fin du lycée, puis étudie la kinésithérapie. Elle est végétarienne depuis sa naissance.
En 2007 et en 2013, elle est championne nationale junior ; elle participe à sa première coupe du monde lors de la saison 2015-2016 et devient championne des États-Unis en 2019. En 2020, aux championnats nationaux, elle remporte le 1000 mètres et est deuxième sur le 500 mètres et le 1500 mètres.
Un mois avant les qualifications olympiques de 2018, Kristen Santos est blessée en coupe du monde, quand une de ses concurrentes patine sur sa main. Elle subit une opération et reprend rapidement l’entraînement, mais est gênée par le port d'une attelle lors des qualifications et se place quatrième, alors que seules les trois premières peuvent participer aux Jeux olympiques,.
Au cours de la saison de Coupe du monde de patinage de vitesse sur piste courte 2019-2020, elle remporte une médaille de bronze au 1000 mètres.
Aux Championnats du monde de patinage de vitesse sur piste courte 2021, elle se place quatrième du 500 m et huitième au classement général.
Au cours de la saison de Coupe du monde de patinage de vitesse sur piste courte 2021-2022, elle finit la première manche avec une médaille de bronze au 1000 mètres et au 1500 mètres ; la dernière double médaille individuelle d’une Américaine en coupe du monde était par Lana Gehring en 2012. Plus tard dans la saison, elle remporte une épreuve du 1000 mètres devant la favorite Suzanne Schulting. Avec Maame Biney, Julie Letai et Corinne Stoddard, elles arrivent cinquième du relais féminin en 4 min 5 s 302, battant le record national américain.
Elle participe aux épreuves de patinage de vitesse sur piste courte aux Jeux olympiques de 2022 sur les trois distances individuelles, après avoir remporté quatre des six courses de qualifications nationales, les deux autres revenant à Maame Biney.
En septembre 2023, elle remporte les championnats américains et bat le record national du 1500 mètres.
En mars 2024, elle remporte les championnats du monde, devenant la première personne américaine à obtenir un titre mondial depuis 13 ans. Elle se blesse au nez lors d'une chute collective dans la finale du 1000 mètres. Elle doit refaire la course entière après la disqualification de Hanne Desmet, qui a remporté la première course en causant la chute collective, avec le nez blessé, et doit subir une opération après la compétition. Lors de la saison 2023-2024, elle se place 17 fois sur le podium en 18 manches disputées en coupe du monde et devient la deuxième short-trackeuse américaine à remporter le titre mondial sur les trois distances après Apolo Anton Ohno. À 30 ans, elle devient également la médaillée d'or en coupe du monde la plus âgée en 25 ans au 1000 mètres.
En octobre 2024, elle étudie la kinésithérapie, prévoyant d'être diplômée en 2027 après une pause d'un an pour préparer les Jeux olympiques. Elle affirme compter prendre sa retraite après le patinage de vitesse sur piste courte aux Jeux olympiques d'hiver de 2026.